# Калотмуль (муниципалитет)
Калотмуль (исп. Calotmul) — муниципалитет в Мексике, штат Юкатан, с административным центром в одноимённом посёлке. Численность населения, по данным переписи 2010 года, составила 4095 человек.

## Общие сведения
Название происходит от майяйского: Ca — два, Lot — частица, соединение и Mul — холм, гора. В сочетании это можно перевести как место соединения двух холмов.
Площадь муниципалитета равна 291 км², что составляет 0,73 % от общей площади штата, а наивысшая точка — 28 метров, расположена в поселении Калифорния.
Он граничит с другими муниципалитетами Юкатана: на севере и востоке с Тисимином, на юге с Темосоном, и на западе с Эспитой.

## Учреждение и состав
Муниципалитет был образован в 1825 году, в его состав входит 22 населённых пункта, самые крупные из которых:
| Код INEGI | Населённый пункт                                                                   | Численность населения (2005 год) | Численность населения (2010 год) |
| --------- | ---------------------------------------------------------------------------------- | -------------------------------- | -------------------------------- |
| 008       | Всего                                                                              | 3839                             | 4095                             |
| 0001      | Калотмуль (исп. Calotmul) 21°01′08″ с. ш. 88°10′37″ з. д. (административный центр) | 2623                             | 2764                             |
| 0006      | Покобоч (исп. Pocoboch) 20°58′23″ с. ш. 88°06′51″ з. д.                            | 774                              | 809                              |
| 0013      | Тахкабо (исп. Tahcabo) 21°03′20″ с. ш. 88°04′55″ з. д.                             | 412                              | 460                              |
| 0033      | Ла-Пондероса (исп. La Ponderosa) 21°01′02″ с. ш. 88°11′26″ з. д.                   | 9                                | 13                               |
| —         | Прочие                                                                             | 21                               | 49                               |

## Экономика
Основными видами экономической деятельности являются сельское хозяйство и скотоводство, немного развиты промышленность, торговля и туризм.
По статистическим данным 2000 года, работоспособное население занято по секторам экономики в следующих пропорциях:
- сельское хозяйство и скотоводство — 66,5 %;
- промышленность и строительство — 17,2 %, это небольшие мастерские по производству изделий из кожи и хлопка, а также гамаков;
- торговля, сферы услуг и туризма — 15,1 %;
- безработные — 1,3 %.

## Инфраструктура
По статистическим данным 2010 года, инфраструктура развита следующим образом:
- электрификация: 95,5 %;
- водоснабжение: 98,2 %;
- водоотведение: 77,9 %.

## Достопримечательности
К достопримечательностям можно отнести церковь Непорочного зачатия, построенную в XVII веке.